# Achille Borella (politico 1908)
Achille Borella (Mendrisio, 27 febbraio 1908 – 27 gennaio 1988) è stato un avvocato e politico svizzero del partito liberale-radicale.

## Biografia
Borella, nipote dell'omonimo politico Achille Borella, completò gli studi di giurisprudenza a Berna nel 1934, diventando avvocato. Il nonno  Achille Borella, che porta il suo stesso nome, fu anch'egli avvocato e Consigliere di Stato; a Mendrisio è ricordato con una piazzetta presso Palazzo Pollini. Lo zio Elvezio ricoprì il ruolo di pretore e fu sindaco di Mendrisio dal 1913 al 1941.
Da questi antenati Achille Borella eredita le idee liberali ed è attivo in diversi consessi. Nella sua città natia, dal 1948 al 1956 viene eletto consigliere comunale. Nel 1956 entra in Municipio con 544 voti (le donne allora non erano ancora elettrici), secondo candidato più votato, dietro il sindaco Guglielmetti, nella lista liberale. La fiducia gli viene riconfermata anche per i tre quadrienni successivi: nel 1960 e 1964 con le elezioni tacite, frutto di un accordo fra i partiti, nel 1968 dal popolo. Nell'esecutivo del borgo si occupa soprattutto di problemi legati alla gestione del territorio, presiedendo la commissione edilizia dal 1956 al 1964 e quella dei ricorsi contro il piano regolatore; ma ha anche importanti incarichi nel settore educativo, come presidente della delegazione scolastica. Nel 1972 rinuncia a sollecitare la fiducia popolare e lascia il Municipio insieme al suo maestro Giulio Guglielmetti.
Entra nel Gran Consiglio per la prima volta nel 1948, resta un quadriennio, e dopo un intervallo ritorna e rimane per diciannove anni, dal 1952 al 1971, svolgendo anche il compito di presidente nel 1964. Ma ha incarichi importanti anche a Berna, in Consiglio nazionale: dopo un primo biennio (1962-63), rientra nel 1965, come successore del dimissionario Mario Agustoni, e resta fino al 1967; vi torna ancora nel 1971, succedendo a Libero Olgiati, e poi rinuncia a sollecitare la fiducia popolare.
Importanti anche gli incarichi fuori dei consessi politici: presiede la sezione comunale del suo partito e la Filarmonica liberale, che in segno di gratitudine lo acclama presidente onorario; dirige pure l'associazione degli industriali ticinesi del tabacco, settore nel quale è stato attivo suo padre Ottorino.
Muore a Mendrisio il 27 gennaio 1988, a un mese esatto dagli 80 anni. Per salutarlo un'ultima volta, al funerale intervengono gli uomini di spicco del suo partito (i Consiglieri di Stato Buffi e Generali, il consigliere agli Stati Franco Masoni), ma anche tanto popolo. La sezione di Mendrisio lo loda per la sua generosità: "diede molto al partito e fu sempre pronto e disponibile nei momenti difficili".